# 仙女短鯛
仙女短鯛（Teleocichla cinderella），又名美秀全麗魚，屬於輻鰭魚綱鱸形目慈鯛科全丽鱼属。分布於南美洲巴西Tocantins河流域，體長可達5.4公分，棲息在底中層水域。